# Косс Корнелій Лентул (консул 25 року)
Косс Корнелій Лентул (лат. Cossus Cornelius Lentulus; 9 рік до н. е. — 30/32 роки н. е.) — політичний діяч ранньої Римської імперії, консул 25 року.

## Життєпис
Походив з патриціанського роду Корнеліїв Лентулів. Син Косса Корнелія Лентула, консула 1 року до н. е. Про його життя збереглося мало відомостей. З січня до серпня 25 року був консулом разом з Марком Азінієм Агріппою. Не визначався якимось державницьким хистом.

## Родина
- Косс Корнелій Лентул, консул 60 року.